# 荔景紀律部隊宿舍
荔景紀律部隊宿舍（英語：Lai King Disciplined Services Quarters，原名為「荔枝嶺路紀律部隊宿舍」）位於香港新界葵涌荔景荔枝嶺路18號，前身是荔景臨時房屋區。宿舍由香港寶嘉建築（原法國寶嘉建築）承建，於1997年動工，至2002年完工。宿舍位於荔景山東面山腰，單位可享維多利亞港、西九龍至青衣景緻，而向東面的高層單位更可眺望九龍水塘、沙田以至吐露港。

## 樓宇
此宿舍共設三座高38層的住宅大廈，共提供608個單位，以面積相對較大的C-F級宿舍單位為主，在同期興建的五個宿舍中，單位面積僅次於上水紀律部隊宿舍。
三幢均為混合宿舍，供不同紀律部隊人員及其家屬居住；其中，第一座只供各部隊的督察/主任級或以上人員入住。
| 樓宇名稱（座號） | 門牌號碼     | 落成年份 | 層數 |
| ---------------- | ------------ | -------- | ---- |
| 第1座            | 荔枝嶺路18號 | 2002     | 38   |
| 第2座            | 荔枝嶺路18號 | 2002     | 38   |
| 第3座            | 荔枝嶺路18號 | 2002     | 38   |

### 交付標準
- 大堂

採用花崗岩磚鋪設牆壁，與同期落成的私人住宅標準一致。
- 大門

全部單位大門均有鐵閘。
- 廚房

廚房設備包括廚櫃、熱水爐。由於此宿舍單位全部均為G級或以上的大單位，所有單位住戶均合資格附送煮食爐及雪櫃。
- 浴室

除必要設備外，所有單位浴室均附熱水爐。
- 睡房

睡房設備包括衣櫃，並附設防潮管（除G級細單位不合資格安裝） 
- 其他

由於噪音污染並不嚴重，所有單位不附設冷氣機，需由租戶自行安裝。

## 事件
- 2016年12月8日，一名52歲警長因不堪壓力及思念早逝長女，在第三座家中吞槍自盡。[5]
- 2018年6月5日，一名涉嫌從警署盜取保釋金的督察在家中畏罪自殺獲救，及後被警方拘捕。[6]
- 2020年5月29日，一名40歲警員被其兩名兒子發現在家中廁所暈倒，送院後不治。[7]
- 2020年7月11日，屬於警察宿舍的第三座某單位爆發新型肺炎，10人在參加該單位舉行的慶祝戶主退休聚會後陸續染疫。[8][9]

## 資料來源
1. ↑  .   [2020-07-23]. （原始内容存档于2020-08-21）.
2. ↑  .   [2020-07-23]. （原始内容存档于2019-11-01）.
3. ↑  . www.hk-place.com.   [2021-04-29]. （原始内容存档于2020-01-10）.
4. 1 2 3 4 5 6   (PDF).   [2020-07-23]. （原始内容存档 (PDF)于2017-07-22）.
5. ↑  . 香港01. 2016-12-08  [2020-07-23]. （原始内容存档于2022-02-03）.
6. ↑  . 文匯報. 2018-06-09  [2020-07-23]. （原始内容存档于2018-06-14）.
7. ↑  . 星島日報. 2020-05-29  [2020-07-23].
8. ↑  . 經濟日報. 2020-07-20  [2020-07-23].
9. ↑  . 立場新聞. 2020-07-20  [2020-07-23]. （原始内容存档于2020-07-24）.